# Aeroportul Internațional Gaya
Aeroportul Internațional Gaya (IATA: GAY, ICAO: VEGY) este un aeroport din Gaya⁠(d), Gaya district⁠(d), Magadh division⁠(d), Bihar, India ce deservește zona Gaya⁠(d). Aeroportul a fost tranzitat în decembrie 2022 de 25.644 de pasageri.
Situat la o altitudine de 116 m, aeroportul dispune de o singură pistă. Este operat de Airports Authority of India⁠(d).